# Trzy Strugi
Trzy Strugi (do 1945 r. niem. Dreiwassertal) – nieoficjalna część wsi Łomnica w Polsce, położona w województwie dolnośląskim, w powiecie wałbrzyskim, w gminie Głuszyca.
Miejscowość leży na terenie Parku Krajobrazowego Sudetów Wałbrzyskich.
Trzy Strugi położone są w Górach Suchych, w dolinie potoku Złota Woda, na południowy zachód od miejscowości Głuszyca. Przez miejscowość przebiega czerwony znakowany szlak pieszy.